# تترای آتشی
تترای آتشی (نام علمی: Hyphessobrycon flammeus)، که به نام‌های تترای سرخ، تترای شعله‌ای و تترای ریو نیز شناخته می‌شود، یک ماهی کوچک آب شیرین از خانواده تتراسانان کاراسینیان است. این تترا برای اولین بار در سال ۱۹۲۰ توسط C. Bruening در شهر هامبورگ کشور آلمان به عنوان ماهی آکواریومی معرفی شد و به‌طور رسمی در سال ۱۹۲۴ توسط دکتر جورج اس. مایرز توصیف شد. امروزه تعداد زیادی از این گونه در اسارت پرورش داده می‌شود و در تجارت آکواریوم رایج است، اما جمعیت وحشی باقی مانده در جنوب شرقی برزیل به شدت در معرض تهدید است.
کوبا در سال ۱۹۷۸ تمبر پستی یادگاری با تصویر این ماهی منتشر کرد.

## ویژگی‌ها

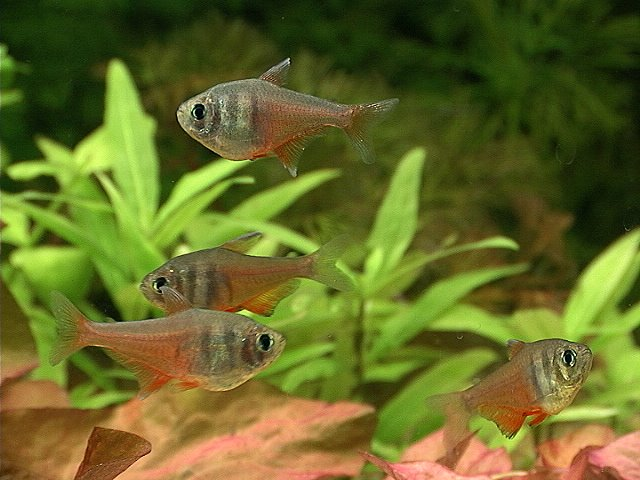
گروهی از تتراهای شعله‌ای

اندازه تترا شعله ای به حدود ۲٫۵ سانتیمتر (۱ اینچ) می‌رسد. نیمه عقبی بدن به رنگ قرمز شعله‌ای است در حالی که قسمت جلوی باله پشتی نقره‌ای است و توسط دو میله عمودی تیره از هم عبور می‌کند. تمام باله‌ها قرمز هستند به جز باله‌های سینه‌ای که بی‌رنگ اند. نوک باله مقعدی در جنس نر سیاه است، در حالی که در ماده باله‌ها قرمزی کمتری دارند و نوک باله‌های سینه ای تیره‌تر است.

## پراکندگی، زیستگاه و وضعیت
تترای شعله‌ای بومی جنوب شرقی برزیل است، پراکنش آن در بخش‌های ساحلی ریودوژانیرو (منطقه خلیج گوانابارا، و حوضه رودخانه Paraíba do Sul و Guandu) و سائوپائولو (حوضه رودخانه Tietê بالایی) است. در رودخانه‌ها و نهرها زندگی می‌کند و معمولاً عمق کم (کمتر از ۰٫۵ متر یا ۱٫۶ فوت) را ترجیح می‌دهد. بخش‌های کند جریان با پوشش گیاهی و دمای آب از ۲۲ تا ۲۸ درجه سلسیوس (۷۲–۸۲ درجه فارنهایت) برای این ماهی ایده‌آل می‌باشد.
جمعیت طبیعی این گونه عمدتاً به دلیل از بین رفتن زیستگاه، آلودگی و گونه‌های معرفی شده (به ویژه تیلاپیا و باس سیاه) به شدت کاهش یافته‌است. اگرچه گاهی به عنوان منقرض‌شده در طبیعت گزارش می‌شود، آخرین رکورد تأییدشده از ریودوژانیرو مربوط به سال ۱۹۹۲ است. این گونه در فهرست سرخ ملی برزیل به عنوان گونه در خطر انقراض ثبت شده‌است.

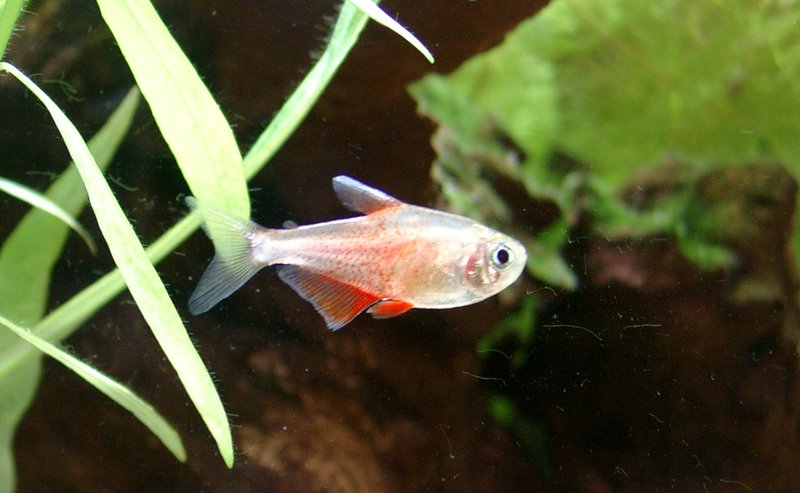
تترای شعله‌ای «نارنجی»، یک نوع اسیر انتخابی

امروزه تعداد زیادی در اسارت پرورش داده می‌شود و در تجارت آکواریوم ماهی محبوبی است. این تجارت شامل برخی از فرم‌های انتخابی (مانند طلایی، نارنجی و آلبینو) است که با شکل وحشی و اصلی این گونه متفاوت است.

## آکواریوم داری و پرورش در اسارت
این گونه یک ماهی صلح جو برای نگهداری گله ای است و به‌طور کلی عملکرد و وضعیت بهتری در نگهداری گله ای دارد. تترای آتشی دارای رژیم غذایی همه چیزخوار دارد. این گونه در اسارت تولید مثل می‌کند.